# Rojalism
Rojalism är antingen ett förordande av monarkin som styrelsesätt eller stöd för det sittande eller avsatta kungahuset.